# Cantonul Antrain
Cantonul Antrain este un canton din arondismentul Fougères-Vitré, departamentul Ille-et-Vilaine, regiunea Bretania, Franța.

## Comune
- Antrain (reședință)
- Bazouges-la-Pérouse
- Chauvigné
- La Fontenelle
- Marcillé-Raoul
- Noyal-sous-Bazouges
- Rimou
- Saint-Ouen-la-Rouërie
- Saint-Rémy-du-Plain
- Tremblay